# Intervención boliviana en la guerra civil peruana
La intervención boliviana en la guerra civil peruana denominada por el gobierno de Bolivia como «Pacificación del Perú», fue una intervención armada llevada a cabo entre 1835 a 1836 durante la guerra civil peruana de 1835-1836, por el Ejército Unido Perú-Boliviano liderado por Andrés de Santa Cruz, el cual estaba conformado por el Ejército de Bolivia, el Ejército del Perú leal a Luis José de Orbegoso y las milicias de Iquicha lideradas por Antonio Huachaca, el cual tenía como objetivo la conformación de la Confederación Perú-Boliviana.
Dicha intervención respondía a solicitudes por parte del presidente peruano Luis José de Orbegoso para derrotar al gobierno paralelo de Felipe Salaverry. El presidente boliviano Andrés de Santa Cruz en un inicio colaborada dotando de armamento y munición a las tropas leales a Orbegoso, posteriormente Santa Cruz al mando del Ejército de Bolivia decidió realizar una intervención armada ingresando al territorio peruano por el frente del sur. Al ingresar al Perú, Orbegoso designó a Santa Cruz como Jefe Superior del Ejército Unido Perú-Boliviano.

## Antecedentes
Luis José de Orbegoso uno de los beligerantes en la guerra civil peruana solicitó la ayuda del entonces presidente de Bolivia Andrés de Santa Cruz quien en julio de 1835 cruzó la frontera con sus tropas en apoyo de las que mandaba Orbegoso, a esta campaña llamó Santa Cruz Pacificación del Perú.

He tenido la honra de recibir vuestra carta de ocho del presente, en la cual me trasmitis la autoridad superior militar sobre el ejército peruano, conforme al tratado celebrado en la ciudad de La Paz y también la autoridad política, con todas vuestras facultades en el territorio que ocupe el Ejercito Unido.
General Andrés de Santa Cruz. Carta a Orbegoso fechada el 10 de julio de 1835.

## Operaciones militares relevantes

### Avance al Cuzco
El ejército de Santa Cruz avanzaba por el camino real hacia Puno, dejando su bagaje, alimentos, alojamientos y equipaje en la retaguardia. Gamarra celebra un consejo militar el 12 de agosto, ahí el coronel Lopera le conmina a retirarse para unir fuerzas con Salaverry y juntos atacar a Santa Cruz. Las tropas del propio caudillo eran inexpertas, mal armadas e indisciplinadas. Inicialmente, Gamarra pareció aceptar aunque reticente, ordenando al coronel tomar el mando de la división de vanguardia de la retirada, pero entonces cambió de opinión y ordenó al coronel atacar con su unidad. El ejército peruano ocupaba Andahuaynillas, se componía los batallones Cazadores, Granaderos, Paruro y Ayacucho, un escuadrón de doscientos jinetes y cuatro piezas de artillería. Su vanguardia se formaba de cuatro compañías. Contaban con miles de indios mal armados y de poca utilidad militar.
Gamarra bloqueaba el camino real ocupando una posición entre una abra (bahía pequeña) del lago Yanacocha y un peñol (monte boscoso) con sus cuatro batallones, su escuadrón montado y su artillería. En el cerro escarpado en el que se apoyaba su derecha el caudillo tenía más de mil indios armados con galgas, hondas y palos. En las ásperas y elevadas crestas de la izquierda se instalaron dos batallones que desplegaron banderas negras en la batalla (al igual de la caballería).
Santa Cruz había salido del camino real y se apresuraba a tomar las alturas de Yanacocha, desde donde podía atacar el flanco izquierdo. A las 5:00 horas la vanguardia de Lopera chocaron las líneas de Santa Cruz, por entonces el grueso de las fuerzas del caudillo estaban en retaguardia, aguardando. La vanguardia se retiró de las laderas hacia la laguna homónima para buscar la protección del resto de su ejército. Gamarra había formado las tropas al lado de la laguna en lugar de las alturas que tenía atrás. Ambos ejércitos chocaron a las 10:00 horas. Por entonces, dos batallones y un escuadrón de Santa Cruz hacían colapsar una de compañías de Lopera mientras el resto formaba en línea de batalla (cerrada) en una posición alta.
Después de un nuevo ataque, a las 12:30, otras dos compañías peruanas colapsaron en formación de guerrilla (abierta), pero una de ellas logró contraatacar. Llegaron los refuerzos del batallón Cazadores pero pronto este último también colapso ante los ataques peruano-bolivianos. Llegó el batallón Paruro y Lopera le mandó atacar el centro enemigo, lo que inicialmente fue bien pero pronto se vio como el ala derecha peruana se ponía en fuga por la carga de las tropas de Cerdeña. Tras esto, el centro de las líneas de peruanas fue flanqueado en un ataque combinado por la infantería (el terreno escabroso impedía el uso de los jinetes). Tras esto el Paruro y las tropas de Lopera acabaron huyendo. Santa Cruz ordenó una carga general al resto de sus tropas, quedando como vencederor.
El 31 de julio los bolivianos partieron en dirección a Lampa, lugar donde se les sumó el general peruano Blas Cerdeña con dos batallones, un escuadrón montado y cuatro cañones. Para entonces el disciplinado ejército boliviano-peruano creció enormemente hasta los 5.000 combatientes veteranos. Entre tanto, Gamarra reunió sus fuerzas en Huaro, su cuartel general, dejando al coronel Manuel Lopera con su vanguardia en Hurco.
Poco después de la batalla fue impreso en el Cusco, un folleto titulado "Batalla de Yanacocha: canto heroico al triunfo de las armas pacificadoras" en el cual se enaltecía la victoria lograda por el ejército unido de Santa Cruz. En La Paz se celebraron fiestas, se dedicaron poemas a la victoria, destacando el de José Joaquín de Mora, y entre los militares y aristócratas bolivianos se generó un sentimiento de primacía nacional.

### Enfrentamiento en la costa sur
El Combate del Gramadal fue una acción bélica, acontecida en el departamento de Arequipa durante la Guerra entre Salaverry y Santa Cruz, ocurrida el 26 de enero de 1836 en la quebrada de la Calera ubicada a 6 leguas de Challapampa (en el distrito de Yura), entre una división del ejército unido perú-boliviano bajo el mando del general Anselmo Quiroz y dos columnas que constituían las avanzadas del ejército restaurador del Perú a las órdenes de los coroneles Vivanco y Rios y bajo el mando general del mismo Jefe Supremo Felipe Santiago Salaverry.
Tras divisar en las alturas norte de la quebrada a las fuerzas de Quiroz, el general Salaverry, sin esperar a las fuerzas de Rios, envió a la columna de 400 hombres del coronel Vivanco a atacar las posiciones enemigas, el ataque aunque sostenido con empeño fue luego rechazado con serias perdidas entre muertos, heridos y prisioneros, entre estos últimos se encontraba el mismo coronel Vivanco cuya compañía fue cercada y hecha prisionera, ante esta situación Salaverry ordenó tocar retirada pero cuando ya sus fuerzas se habían alejado de las posiciones de Quiroz se sintió reanudarse el tiroteo lo que se explicaba en que al tratar de unirse al ataque, la tardía columna del coronel Rios con sus 160 hombres, se había visto envuelta por las tropas enemigas y hubo de abrirse paso a la bayoneta para poder reunirse con el resto de la fuerza de Salaverry teniendo también considerables bajas aunque logrando forzar la posición de quienes ya se consideraban victoriosos.

### Victoria contra el bando de Salaverry
A Felipe Santiago Salaverry se le envió a Arequipa donde Santa Cruz mandó una comisión para que juzgara a los prisioneros, amparándose en el decreto de guerra a muerte suscrito en agosto de 1835 fueron condenados a la pena capital, los prisioneros protestaron contra tal modo de proceder alegando que no debía quitárseles la vida según el acuerdo realizado con Miller, y que aquel decreto quedaba abolido por el acuerdo suscrito tras el canje de prisioneros después de la Batalla de Uchumayo.
El boliviano Francisco Anglada que presidía el consejo de guerra suspendió los procesos a fin de consultar con Santa Cruz quien ordenó que se les aplicara la pena de muerte. El coronel Baltasar Caravedo fue el único miembro del consejo que se negó a firmar la sentencia y por tal decisión fue separado del servicio.
El 18 de febrero Santa Cruz confirmó la sentencia condenando al Jefe Supremo (Salaverry), al General Fernandin, a los Coroneles Solar, Cárdenas, Rivas, Carrillo, Valdivia y a los Comandantes Moya y Picoaga a la pena capital. El coronel José Quiroga fue absuelto de tal pena por el comportamiento humanitario que demostró con los prisioneros y civiles bolivianos durante la toma de Cobija. El resto de jefes y oficiales fueron condenados a largos años de prisión y destierro. 

Sentencia. Visto este proceso seguido por el consejo militar permanente contra los reos de rebelion Felipe Santiago Salaverry, Juan Pablo Fernandini, Gregorio del Solar, Miguel Rivas, Juan Cardenas...apruebo las sentencias de muerte pronunciadas contra los expresados reos Salaverry, Fernandini, Solar, Rivas, Cardenas....
Andres de Santa Cruz, 18 de febrero de 1836.

Cuatro horas después de firmada la sentencia salían los condenados para ser fusilados en la plaza de Arequipa. Salaverry tuvo que ver la muerte de sus compañeros y protestó contra estos asesinatos. Con cerca de 30 años, vestía el uniforme de la Legión Peruana y apoyábase en un bastón, pues se encontraba algo cojo, debido a una caída que sufrió. En su testamento dejó por heredera universal a su esposa, y fue su voluntad que se le enterrase en el Panteón de Lima. 

Mi querida Juana. Dentro de dos horas voy a morir asesinado por Santa Cruz y quiero dirijirte mis últimos votos. Te he querido cuanto se puede querer, y llevo á la eternidad un pesar profundo de no haberte hecho feliz. Preferí el bien de mi patria al de mi familia, y al cabo no me han permitido hacer ni uno ni otro. Educa a mis hijos, cuida de ellos; tu juicio y tu talento me lo dejan esperar. No te abatas, que la desgracia es compañera inseparable de los mortales. Se feliz cuanto puedas, y jamás olvides á tu caro esposo.
Carta de Felipe Santiago Salaverry a su esposa. 18 de Febrero de 1836

El General Guillermo Miller le manifestó a Santa Cruz, quien se encontraba comiendo en las afueras de la ciudad, que había garantizado la vida a sus prisioneros ofreciéndoles facilidades para regresar a sus hogares; pero Santa Cruz respondió que había hecho mal en ofrecer tales garantías, pues carecía de las facultades. Miller protestó e hizo todo cuanto estuvo en su poder para salvar a Salaverry.